# Mochlus
Mochlus este un gen de șopârle din familia Scincidae.

Cladograma conform Catalogue of Life:
| Mochlus | \| \| Mochlus brevicaudis \| \| \| \| \| \| Mochlus fernandi \| \| \| \| \| \| Mochlus guineensis \| \| \| \| \| \| Mochlus sundevalli \| \| \| \| |
|         | \| \| Mochlus brevicaudis \| \| \| \| \| \| Mochlus fernandi \| \| \| \| \| \| Mochlus guineensis \| \| \| \| \| \| Mochlus sundevalli \| \| \| \| |
|         | Mochlus brevicaudis |
|         | |
|         | Mochlus fernandi |
|         | |
|         | Mochlus guineensis |
|         | |
|         | Mochlus sundevalli |
|         | |